# Otto M. Ewert
Otto Maximilian Ewert (* 1928 in Wiesbaden; † 15. November 2012 in Wiesbaden) war ein deutscher Entwicklungspsychologe und Hochschullehrer. Er war Professor für Psychologie in Mainz und Bochum.

## Leben
Otto Ewert machte sein Abitur 1947 in Wiesbaden. Im Anschluss studierte er in Mainz bei Albert Wellek Psychologie und schloss 1951 mit dem Diplom ab. Im Anschluss war er wissenschaftlicher Assistent bei Wellek und wurde 1955 zum Dr. phil. promoviert. 1961 erfolgte die Habilitation und 1962 der Beginn seiner Lehrtätigkeit in Mainz. 1967 akzeptierte er einen Ruf auf einen Lehrstuhl für Pädagogische Psychologie an der neu gegründeten Ruhr-Universität Bochum. 1974 wechselte er an seine alma mater in Mainz auf den neu geschaffenen Lehrstuhl für Entwicklungs- und Pädagogische Psychologie. Diesen hatte er bis zu seiner Emeritierung 1996 inne. Nach der Deutschen Wiedervereinigung wirkte Ewert in den Jahren 1991–1994 an der Fakultät für Erziehungswissenschaften der TU Dresden im Rahmen einer Kommission zur Umstrukturierung von Fachkonzepten der Psychologie mit und war beratend bei der Einrichtung von Lehrstühlen für Psychologie an der Universität Greifswald tätig. In seiner Forschung grenzte Ewert sich klar von einer damals dominierenden geisteswissenschaftlichen Ausrichtung der Pädagogik ab und legte den Akzent auf eine empirische Fundierung des Faches.
Ewert war lange Zeit Herausgeber und Mitherausgeber der Zeitschriften „Archiv für die Gesamte Psychologie“, „Bildung und Erziehung“ und „Zeitschrift für Entwicklungs- und Pädagogische Psychologie“. Zudem war er Gründungsmitglied der Sektion Entwicklungspsychologie in der Deutschen Gesellschaft für Psychologie (DGPs). Ewert war Ausrichter des Kongresses der DGPs in Mainz 1982 und über mehrere Jahre Vorsitzender des Fachausschusses für Psychologie in der Gutachterkommission der Deutschen Forschungsgemeinschaft. Des Weiteren war er von 1970 bis 1994 Mitglied im Wissenschaftlichen Beirat des Bundesministeriums für Jugend, Familie und Gesundheit.

## Schriften (Auswahl)
- Methodenkritische Untersuchungen zum Rorschach-Test auf korrelationsstatistischer Grundlage, Mainz, Phil. F., Diss. v. 20. Sept. 1954.
- Phantasie und Intelligenz bei Jugendlichen. Eine empirische Untersuchung über Zusammenhang und Entwicklung, Mainz, Phil. F., Hab.Schr. v. 8. Juni 1962.
- Entwicklungspsychologie des Jugendalters, Kohlhammer, Stuttgart u. a. 1983, ISBN 978-3-17-004941-3.